# SUPER JUNIOR D&E THE 1st JAPAN TOUR 2014
《SUPER JUNIOR D&E THE 1st JAPAN TOUR 2014》는 슈퍼주니어-D&E의 첫번째 일본 전국 콘서트 투어이다.

## 개요
2013년 11월 15일, 슈퍼주니어는 SUPER SHOW 5의 오사카 공연을 통해 슈퍼주니어의 유닛 '슈퍼주니어-D&E'의 정규 앨범 발매와 전국 투어 계획을 발표하여 현지 팬들과 언론의 큰 기대를 모았다. 첫번째 유닛 투어임에도 불구하고 현지 팬들의 반응이 뜨거워 본래 19회로 예정되어 있었던 공연이 3회 추가되었다.
슈퍼주니어-D&E는 22회에 걸친 이 투어를 통해 10만여명의 누적 관객을 동원하였다.

## 투어 일정
| 일정            | 도시     | 장소                        | 관객 수       |
| --------------- | -------- | --------------------------- | ------------- |
| 2014년 3월 4일  | 나고야시 | 나고야 국제회의장 센츄리 홀 | 통산 4,500명  |
| 2014년 3월 5일  | 나고야시 | 나고야 국제회의장 센츄리 홀 | 통산 4,500명  |
| 2014년 3월 6일  | 나고야시 | 나고야 국제회의장 센츄리 홀 | 통산 4,500명  |
| 2014년 3월 8일  | 오사카   | 오사카 성 홀                | 통산 26,000명 |
| 2014년 3월 9일  | 오사카   | 오사카 성 홀                | 통산 26,000명 |
| 2014년 3월 12일 | 히로시마 | 히로시마 문화회관 HBG 홀    | 통산 4,000명  |
| 2014년 3월 13일 | 히로시마 | 히로시마 문화회관 HBG 홀    | 통산 4,000명  |
| 2014년 3월 17일 | 후쿠오카 | 후쿠오카 선 팰리스          | 통산 6,900명  |
| 2014년 3월 18일 | 후쿠오카 | 후쿠오카 선 팰리스          | 통산 6,900명  |
| 2014년 3월 19일 | 후쿠오카 | 후쿠오카 선 팰리스          | 통산 6,900명  |
| 2014년 4월 11일 | 고베     | 고베 월드 기념 홀           | 통산 10,000명 |
| 2014년 4월 12일 | 고베     | 고베 월드 기념 홀           | 통산 10,000명 |
| 2014년 4월 13일 | 고베     | 고베 월드 기념 홀           | 통산 10,000명 |
| 2014년 4월 17일 | 니가타   | 니가타 현민회관 대강당      | 통산 3,400명  |
| 2014년 4월 18일 | 니가타   | 니가타 현민회관 대강당      | 통산 3,400명  |
| 2014년 4월 22일 | 도쿄     | 도쿄 돔 시티 홀             | 통산 6,000명  |
| 2014년 4월 23일 | 도쿄     | 도쿄 돔 시티 홀             | 통산 6,000명  |
| 2014년 4월 28일 | 홋카이도 | 니토리 문화 홀              | 통산 4,600명  |
| 2014년 4월 29일 | 홋카이도 | 니토리 문화 홀              | 통산 4,600명  |
| 2014년 5월 8일  | 도쿄     | 일본무도관                  | 통산 33,000명 |
| 2014년 5월 9일  | 도쿄     | 일본무도관                  | 통산 33,000명 |
| 2014년 5월 10일 | 도쿄     | 일본무도관                  | 통산 33,000명 |

## 세트 리스트
- Opening VCR -
- I WANNA DANCE (JP)
- Champagne Girl (JP)

- Ment -
- Bari 5! (JP)
- 갈증 (A Man In Love) (KR)
- MOTORCYCLE (JP)

- VCR #2 -
- 그녀는 위험해 (She Wants It) (KR)
- Kiss Kiss Dynamite (JP)
- Android Syndrome (JP)

- VCR #3 -
- Wonderland (동해 Solo) (KR)
- With You[4](은혁 Solo) (EN)

- VCR #4 -
- 아직도 난 (Still You) (KR)
- Ten Years (JP)

- Ment -
- Love That I Need (JP)
- 君が泣いたら (JP/그대가 운다면)

- Ment & Costume Change -
- Oh, No! (Pretty Girl) (KR)
- Team One Sound Remix Medley

1. Shake It Up! (KR)
2. Oppa, Oppa (JP)

- Encore -
- ★BAMBINA★ (JP)

- Ment -
- 하루 (HARU) (KR)
- Teenage Queen (JP)
- Hello (JP)

## 게스트
| 일정           | 게스트 |
| -------------- | ------ |
| 2014년 3월 9일 | 려욱   |

## 제작
- 슈퍼주니어-D&E (은혁, 동해)
- 기획 · 제작 : 에이벡스 엔터테인먼트, SM 엔터테인먼트 재팬
- 총연출 : 오오쿠보 마사오